# Giorgio de Chirico
Giorgio de Chirico (Volos, 10 luglio 1888 – Roma, 20 novembre 1978) è stato un pittore, scultore e scrittore italiano, principale esponente della corrente artistica della Metafisica.

## Biografia

### La famiglia

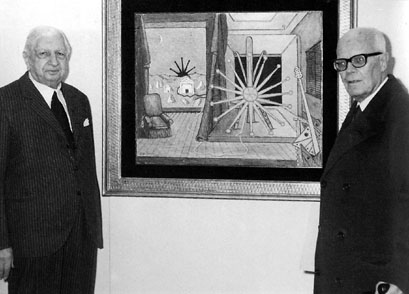
Giorgio de Chirico e Sandro Pertini

Giuseppe Maria Alberto Giorgio de Chirico nacque a Volos, città della Tessaglia, in Grecia, il 10 luglio del 1888 da genitori italiani appartenenti alla nobiltà: il padre Evaristo (figlio del barone palermitano Giorgio Filigone de Chirico) era un ingegnere ferroviario, tra i principali realizzatori della prima rete su rotaie nel Principato di Bulgaria e nel Regno di Grecia; la madre era la baronessa di origine genovese Gemma Cervetto. Il padre nasce a Palermo, la madre a Istanbul. Nel 1891 morì la sorella maggiore Adelaide e ad Atene venne alla luce il fratello Andrea Alberto, che assumerà dal 1914 lo pseudonimo di Alberto Savinio (in greco savin, ovvero salvando) per la sua attività di musicista, letterato e pittore. Per i primi diciassette anni di vita visse in Grecia tra Volos e Atene: imparò infatti il greco moderno.

### La formazione
Nel 1896 la famiglia tornò da Atene a Volos e de Chirico prese le prime lezioni di disegno dal pittore greco Mavrudis e successivamente dal pittore e soldato Carlo Barbieri e dallo svizzero Jules-Louis Gilliéron. Nel 1899 frequentò brevemente il Liceo Leonino di Atene e poi tornò a studiare in casa con maestri privati: studiò l'italiano, il tedesco, il francese e la musica. Nel 1903 Giorgio si iscrisse al Politecnico di Atene per intraprendere lo studio della pittura (in quegli anni dipingerà la prima natura morta). Nel 1906, insieme al fratello e alla madre, lasciò la Grecia per l'Italia, dove visitò Milano e si trasferì a Firenze, frequentandovi l'Accademia di belle arti. Nel 1907 si iscrisse all'Accademia delle belle arti di Monaco di Baviera; in quel periodo conobbe l'arte di Arnold Böcklin e di Max Klinger. Frequentò le lezioni di Franz von Stuck.
Nell'estate del 1909 si trasferì a Milano, dove già risiedevano la madre e il fratello; all'inizio del 1910 si recò a Firenze, insieme alla madre, dove dipinse la sua prima piazza metafisica, L'enigma di un pomeriggio d'autunno, nata dopo una rivelazione che ebbe in piazza Santa Croce. Dal 1911 al 1915 de Chirico visse a Parigi, dove abitava il fratello Alberto, partecipò al Salon d'Automne e al Salon des Indépendants e frequentò i principali artisti dell'epoca come Guillaume Apollinaire, Max Jacob e Pablo Picasso. Fu soprattutto la frequentazione con Apollinaire a influenzarlo. Cominciò quindi a realizzare quadri con uno stile più sicuro. Subì l'influenza di Paul Gauguin, da cui presero forma le prime rappresentazioni delle piazze d'Italia.
Tra il 1912 e il 1913 la sua fama si diffuse, anche se ancora non ottenne un adeguato tornaconto economico. In questo periodo iniziò a dipingere i suoi primi manichini. Negli anni parigini Giorgio compì alcune delle opere pittoriche fondamentali per il XX secolo.

### Gli anni a Ferrara

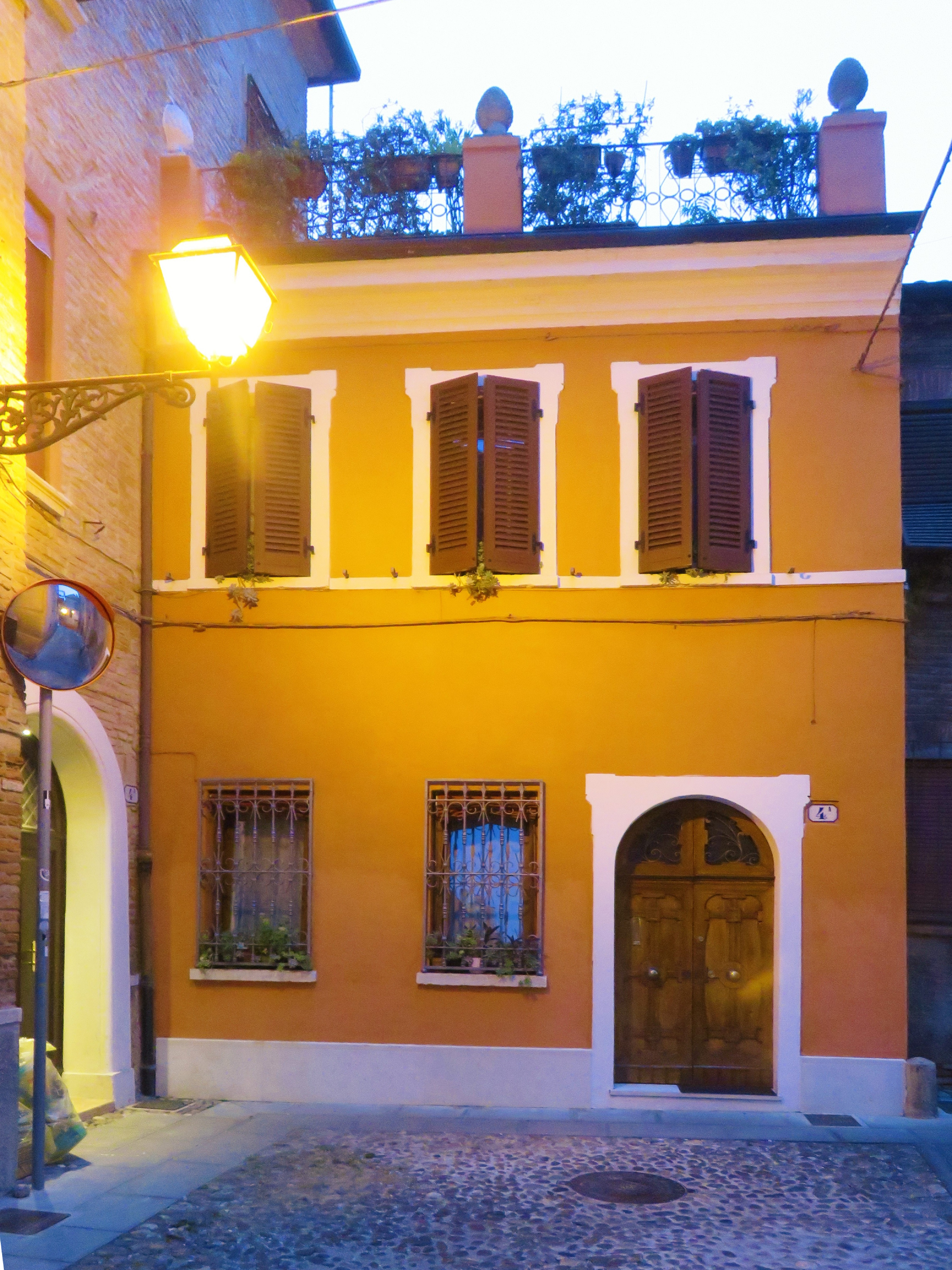
La casa in via del Carbone, a Ferrara, dove visse tra il 1916 e il 1917

Allo scoppio della prima guerra mondiale i fratelli de Chirico si arruolarono volontari e vennero inviati a Ferrara, nella villa del Seminario, assegnati al 27º reggimento di fanteria (Giorgio rimase a Ferrara per circa tre anni e mezzo, con l'incarico di scritturale). Dopo un primo periodo difficile e di disorientamento dovuto al cambiamento di città, trovò nuove ispirazioni e non dipinse più grandi piazze assolate, ma nature morte con simboli geometrici, biscotti e pani (la tipica coppia ferrarese). 
In questo periodo, de Chirico frequentò poeti e pittori del gruppo ferrarese, tra i quali Filippo de Pisis, Corrado Govoni, Giuseppe Ravegnani strinse amicizia con Carlo Carrà, anch'egli qui impiegato, la giovane pittrice Elvira Fabbri Pitteri e lo scultore Giorgio Rea, anarchico omosessuale morto suicida poco tempo dopo in circostanze poco chiare alle autorità dell'epoca, evento che influenzò molto lo stile del pittore negli anni a seguire. In particolare, de Pisis ospitò spesso i fratelli de Chirico e gli amici nel suo appartamento nel palazzo Calcagnini, in via Montebello, dove all'epoca la famiglia Tibertelli de Pisis abitava (in affitto dal conte Giovanni Grosoli). Verosimilmente l'ambiente colpì molto la sensibilità metafisica dei due fratelli.
Come ricordato, il primo incontro con Ferrara non fu facile. Nelle sue memorie, circa trenta anni dopo, scrisse: «Partivo per Ferrara, partivo per quella città che Burckhardt definì la più moderna d'Europa e che a me si rivelò come la città più profonda, più strana e più solitaria della terra». Dopo questa prima impressione, tuttavia, il suo atteggiamento mutò e il soggiorno nella città estense si rivelò importante per de Chirico anche sotto l'aspetto sentimentale. Da un epistolario pubblicato solo nel 2014 si è scoperto che la musa ispiratrice di una sua opera famosa, Alceste, fu la giovane ferrarese Antonia Bolognesi. Con lei, conosciuta quasi appena arrivato, ma frequentata con assiduità solo dal 1917, ebbe un lunghissimo rapporto epistolare che arrivò sino agli anni 1950.

### La maturità artistica
Nel 1924 e nel 1932 partecipò alla Biennale di Venezia, nel 1935 alla Quadriennale di Roma.
Tra il 1936 e il 1937 si stabilì a New York, dove la Julien Levy Gallery espose le sue opere. Collaborò, inoltre, con le maggiori riviste di moda del tempo, Vogue e Harper's Bazaar, e lavorò come decoratore di interni, realizzando, ad esempio, una sala da pranzo presso la Decorators Picture Gallery collaborando con Picasso e Matisse.
Negli anni cinquanta la sua pittura era caratterizzata da autoritratti in costume di tipo barocco e dalle vedute di Venezia. Nel frattempo, collaborò a varie riviste e giornali, tra cui Il Meridiano d'Italia di Franco Servello (sul quale avviò una polemica contro Picasso e il modernismo), Candido, Il Giornale d'Italia.
Nel 1944 si era trasferito a Roma, in Piazza di Spagna, dove aveva anche il suo atelier. Negli anni sessanta lavorò nel suo studio Massimiliano Fuksas. Morì a Roma il 20 novembre del 1978, al termine di una lunga malattia. Pochi mesi prima, il suo novantesimo compleanno era stato celebrato in Campidoglio. Il suo sepolcro si trova in una cappella nella chiesa di San Francesco a Ripa: qui è situata la tomba del venerabile Antonino Natoli da Patti, benefattore dell'Ordine dei frati minori, di cui il pittore era devoto. Vi sono esposte tre opere donate dalla vedova Isabella Pakszwer: un autoritratto, la Donna velata con le sembianze della moglie e la Caduta di Cristo.

## Metodologia
Le opere che de Chirico dipinse prima della nascita della metafisica erano definite enigmatiche, a Ferrara nel 1917. I suoi soggetti erano ispirati dalla luce del giorno delle città mediterranee, ma poi rivolse gradualmente la sua attenzione alle architetture classiche. I lavori realizzati dal 1915 al 1925 erano caratterizzati dalla ricorrenza di architetture essenziali, proposte in prospettive ancora simboliche, in cui è possibile individuare il semeion greco, immerse in un clima trascendente e spettrale. Nei vari interni metafisici furono dipinti in quegli anni oggetti totalmente incongrui rispetto al contesto (ad esempio una barca a remi in un salotto), rappresentati con una minuzia ossessiva, una definizione tanto precisa da sortire un effetto contrario a quello del realismo.
Nella sua arte, infatti, si fece sempre più sentire un'originale e romantica interpretazione della classicità e un interesse per la tecnica dei grandi maestri rinascimentali. Il pittore russo Nicola Lochoff, vero nome Nikolaj Nikolaevič Lochov lo iniziò ai segreti della tempera grassa verniciata. Dipinse, dunque, tele naturaliste ed eseguì numerosi ritratti, con colori caldi ma fermi. Si interessò alla scultura in terracotta e tradusse nella terza dimensione i suoi soggetti preferiti. Continuò a dipingere contemporaneamente opere di atmosfera metafisica e di impianto tradizionale e i colori più usati erano il cobalto, l'oltremare, il vermiglio nelle tonalità squillanti, e svariate tonalità di verde. Molti autoritratti e ritratti, diverse nature morte erano realizzati a tempera.
Ritornò periodicamente ai suoi temi metafisici, pur continuando a dipingere nature morte, paesaggi, ritratti e interni in costante opposizione con le tendenze dell'arte contemporanea. Nel 1917 s'interessò nuovamente alla scenografia dedicandosi alla tecnica della scultura in bronzo che coltiverà per tutta la seconda metà degli anni sessanta. Inventò nuove illustrazioni per l'Apocalisse da realizzarsi, questa volta, con il metodo della litografia a colori. Continuò a dipingere contemporaneamente opere di atmosfera metafisica e di impianto tradizionale. De Chirico fu anche incisore e scenografo.

## L'attività artistica
Se durante la visita a un museo di scultura antica entriamo in una sala deserta, ci capita spesso che le statue ci appaiono sotto un aspetto nuovo. La statua eretta su di un palazzo o un tempio, ovvero al centro di un giardino o di una pubblica piazza, ci si presenta sotto diversi aspetti metafisici. Nel caso del palazzo, dove si staglia contro il cielo meridionale, essa ha qualcosa di omerico, un piacere severo e distaccato, con una punta di malinconia. Sulla piazza ha sempre un aspetto eccezionale, soprattutto se poggia su un piedestallo basso, in modo che sembri confondersi con la folla dei passanti, coinvolta nel ritmo della vita cittadina di tutti i giorni. Nel museo assume un aspetto ancora differente: ci colpisce per quel che ha di irreale.

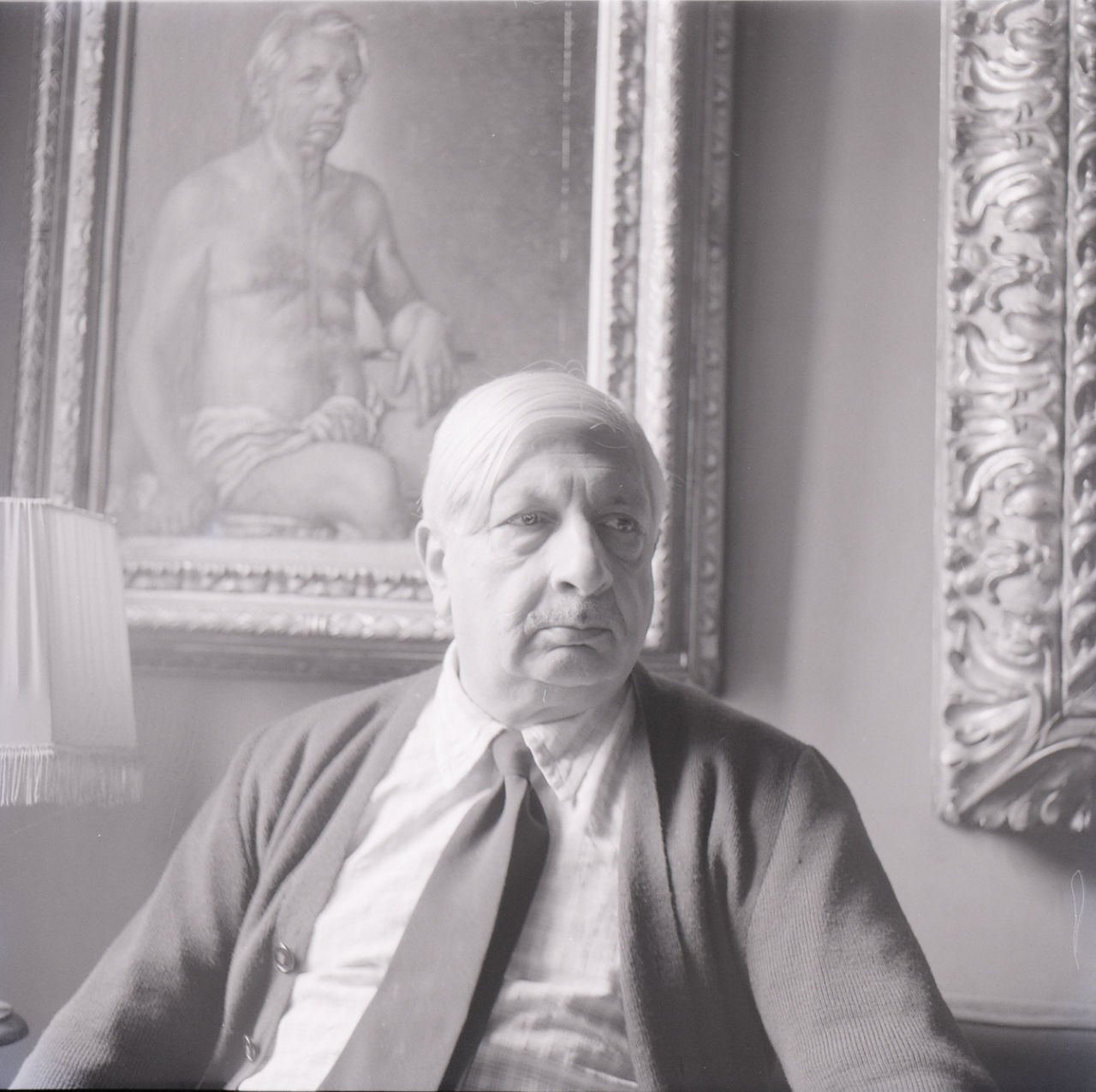
Giorgio de Chirico ritratto da Paolo Monti nel 1970. Fondo Paolo Monti, BEIC.

È già stato osservato più di una volta l'aspetto curioso che riescono ad acquistare letti, armadi, specchiere, divani, tavoli, quando ce li troviamo improvvisamente dinnanzi sulla strada, in uno scenario nel quale non siamo abituati a vederli: come accade in occasione di un trasloco, oppure in certi quartieri dove mercanti e rivenditori espongono fuori dalla porta, sul marciapiede, i pezzi principali della loro mercanzia. Tutti questi mobili ci appaiono sotto una luce nuova, raccolti in una strana solitudine: una profonda intimità nasce tra loro, e si direbbe che un misterioso senso di felicità serpeggi in questo spazio ristretto da loro occupato sul marciapiede, nel bel mezzo della vita animata della città e del continuo andirivieni della gente; un'immensa e strana felicità si sprigiona in quest'isola benedetta e misteriosa contro cui si scatenerebbero invano i flutti strepitosi dell'oceano in tempesta.
I mobili sottratti all'atmosfera che regna nelle nostre case ed esposti all'aperto suscitano in noi un'emozione che ci fa vedere anche la strada sotto una luce nuova. Una profonda impressione ci possono suscitare anche dei mobili disposti in un paesaggio deserto. Immaginiamoci una poltrona, un divano, delle seggiole, radunate in una piana della Grecia, deserta e ricoperta di rovine, oppure nelle prateria anonime della lontana America. Per contrasto anche l'ambiente naturale tutt'intorno assume un aspetto prima sconosciuto.
La nascita della pittura metafisica avvenne a Firenze nel 1910. I quadri di questo periodo erano memorabili per le pose e per gli atteggiamenti evocati dalle nitide immagini.
Mentre era ricoverato all'ospedale militare di Ferrara nel 1917, de Chirico conobbe il pittore futurista Carlo Carrà, con cui iniziò il percorso che lo portò a perfezionare i canoni della pittura metafisica: a partire dal 1920, tali teorizzazioni furono divulgate dalle pagine della rivista Pittura metafisica. Questa sarà ispiratrice di architetture reali realizzate nelle città di fondazione di epoca fascista, dove il razionalismo italiano lavorerà anche su forme, spazi e particolari architettonici metafisici (Portolago, Sabaudia, ecc.).
Nel 1924 conobbe l'attrice e ballerina Raissa Calza e tra loro sbocciò un intenso sentimento. Si stabilirono a Parigi e Raissa abbandonò la danza per dedicarsi esclusivamente agli studi di archeologia alla Sorbona.
Trascorsero insieme un periodo florido e ricco di successi, durante il quale de Chirico dipinse alcuni ritratti di Raissa: Figura in verde (Ritratto di Raissa) 1926, L'ésprit de domination 1927, Gli archeologi 1929, Ritratto di Raissa 1930, Bagnante (Ritratto di Raissa). Il 3 febbraio 1930, quando il legame era già in crisi, si sposarono. Ispirato dai libri di studio della compagna, iniziò a dipingere soggetti archeologici, un omaggio alla classicità riproposta però in modo inquietante: ne furono noti esempi Ettore e Andromaca 1917 e Ville romane. Il matrimonio durò pochi mesi, infatti alla fine del 1930 il pittore si innamorò di Isabella Far (1909-1990), che divenne la sua seconda moglie e che gli restò accanto fino alla morte.
La figura del manichino, presente anche nell'opera Le muse inquietanti, dell'uomo-automa contemporaneo (Il grande metafisico, 1917), gli fu invece ispirata "dall'uomo senza volto", personaggio di un dramma del fratello Alberto Savinio, pittore e scrittore.
In seguito, de Chirico collaborò alla rivista La Ronda, che teorizzava una rivisitazione completa dei classici e una sincera fedeltà alla tradizione. Partecipò all'esposizione di Berlino del 1921. Ebbe un periodo di contatto con il surrealismo, esponendo a Parigi nel 1925: le sue opere successive erano contraddistinte dal virtuosismo tecnico e rappresentavano un tributo e un ringraziamento al periodo barocco. Nel 1949-50 de Chirico aderì al progetto dell'importante collezione Verzocchi (attualmente conservata presso la pinacoteca civica di Forlì), proponendo, oltre a un autoritratto, l'opera Forgia di Vulcano. Nello stesso anno alcune sue opere vennero esposte al MoMa di New York. Tra esse anche Le muse inquietanti della Collezione Gianni Mattioli di Milano.
Secondo lo studioso Ubaldo Nicola, alcune opere di de Chirico - e in particolare la pittura metafisica di cui egli fu l'iniziatore - sarebbero state stimolate dalle frequenti cefalee, di cui l'artista, proprio come Picasso, notoriamente soffriva, subendo il disturbo dell'aura visiva. De Chirico fu anche incisore e scenografo.

### Periodo surrealista (1921-1926)
Il rapporto tra Giorgio de Chirico e il movimento surrealista fu complesso e caratterizzato da fasi di collaborazione intensa, ma anche di aspri contrasti. De Chirico, noto come uno dei pionieri della pittura metafisica, esercitò un'influenza significativa sui surrealisti, specialmente negli anni tra il 1921 e il 1925. Tuttavia, questo legame non fu privo di tensioni, culminate in una rottura definitiva nel 1926.
La scoperta della pittura metafisica di de Chirico da parte di André Breton, uno dei fondatori del surrealismo, avvenne nel 1916, quando il poeta e critico Guillaume Apollinaire lo introdusse a questo nuovo linguaggio visivo durante un soggiorno a Parigi. Il linguaggio simbolico e misterioso delle opere di de Chirico, caratterizzate da paesaggi enigmatici, manichini e oggetti isolati, ebbe un profondo impatto su Breton e sui suoi contemporanei surrealisti. De Chirico, con la sua visione inquietante e onirica, incarnava molti dei principi che Breton avrebbe poi formalizzato nel suo Manifeste du surréalisme del 1924.
Negli anni successivi, tra il 1921 e il 1925, de Chirico intrattenne una fitta corrispondenza con Breton, il poeta Paul Éluard e sua moglie Gala, discutendo di arte e collaborando su vari progetti. Nel 1924, de Chirico si recò a Parigi, dove incontrò Breton di persona per la prima volta. La loro frequentazione si intensificò, culminando in una collaborazione documentata da una celebre fotografia scattata da Man Ray al Bureau de recherches surréalistes, pochi giorni dopo la pubblicazione del manifesto del surrealismo.
Tuttavia, il rapporto tra de Chirico e il gruppo surrealista si deteriorò rapidamente nel 1925. La causa principale del conflitto fu l'abbandono da parte di de Chirico del suo stile metafisico a favore di un ritorno al classicismo, influenzato dai maestri italiani del Rinascimento. Questo cambiamento stilistico, percepito dai surrealisti come un tradimento dell'innovazione rappresentata dalla sua pittura metafisica, suscitò l'ira di Breton. Nel 1926, Breton dichiarò pubblicamente che de Chirico era "morto" artisticamente dal 1918, segnando la fine definitiva del rapporto tra l'artista e il movimento surrealista.
Nonostante le critiche dei surrealisti, de Chirico continuò a sviluppare nuove serie di opere nel corso degli anni '20, dimostrando una continua ricerca intellettuale e artistica. Opere come Facitori di Trofei (1926-1928) e La mia camera nell'Olimpo (1927) dimostrano la sua capacità di fondere elementi metafisici e classici, creando una sintesi tra passato e presente.
Il rapporto tra de Chirico e il surrealismo rappresenta una delle fasi più affascinanti della storia dell'arte del XX secolo, un esempio emblematico di come l'innovazione e il tradizionalismo possano convivere e scontrarsi all'interno del percorso creativo di un artista.

## De Chirico scrittore
Giorgio de Chirico fu anche autore di scritti teorici, memorie autobiografiche, brevi racconti e di una vera e propria opera letteraria di una certa importanza: L'Hebdomeros (Ebdomero). Pubblicata nel 1929, anni in cui il classicismo era nell'aria, imposto dal "Ritorno all'ordine" dell'epoca fascista, sostenuto anche da riviste come "La Ronda" e "Valori Plastici".
De Chirico concluderà la sua opera con la formula "Pittore classicus sum": il libro si presentava come romanzo ma in realtà era un tipo di narrazione indefinibile: senza una storia riconoscibile né una trama, come una sorta di ininterrotta scenografia teatrale.
Era una mistura volutamente nebulosa, senza nessuna coordinazione spazio-temporale in cui si affastellavano figure senza un ruolo determinato come gladiatori, generali, centauri, pastori in un insieme di sogni, ricordi poco fedeli, suggestioni ipnagogiche, miti e reminiscenze, nient'altro che echi della sua pittura. Anche i luoghi erano quelli metafisici tipici dei suoi quadri, che si spostavano naturalmente nella loro innaturalezza (come in un sogno). Tra gli altri scritti si ricordano il romanzo autobiografico Il signor Dudron, il Piccolo trattato di tecnica pittorica, la Commedia dell'arte moderna (scritta con Isabella Far) e l'autobiografia Memorie della mia vita. Alcune sue poesie in francese, ritrovate nell'archivio Paulhan, sono state pubblicate da Jean-Charles Vegliante (Poèmes Poesie, Paris, Solin, 1981).

## Opere

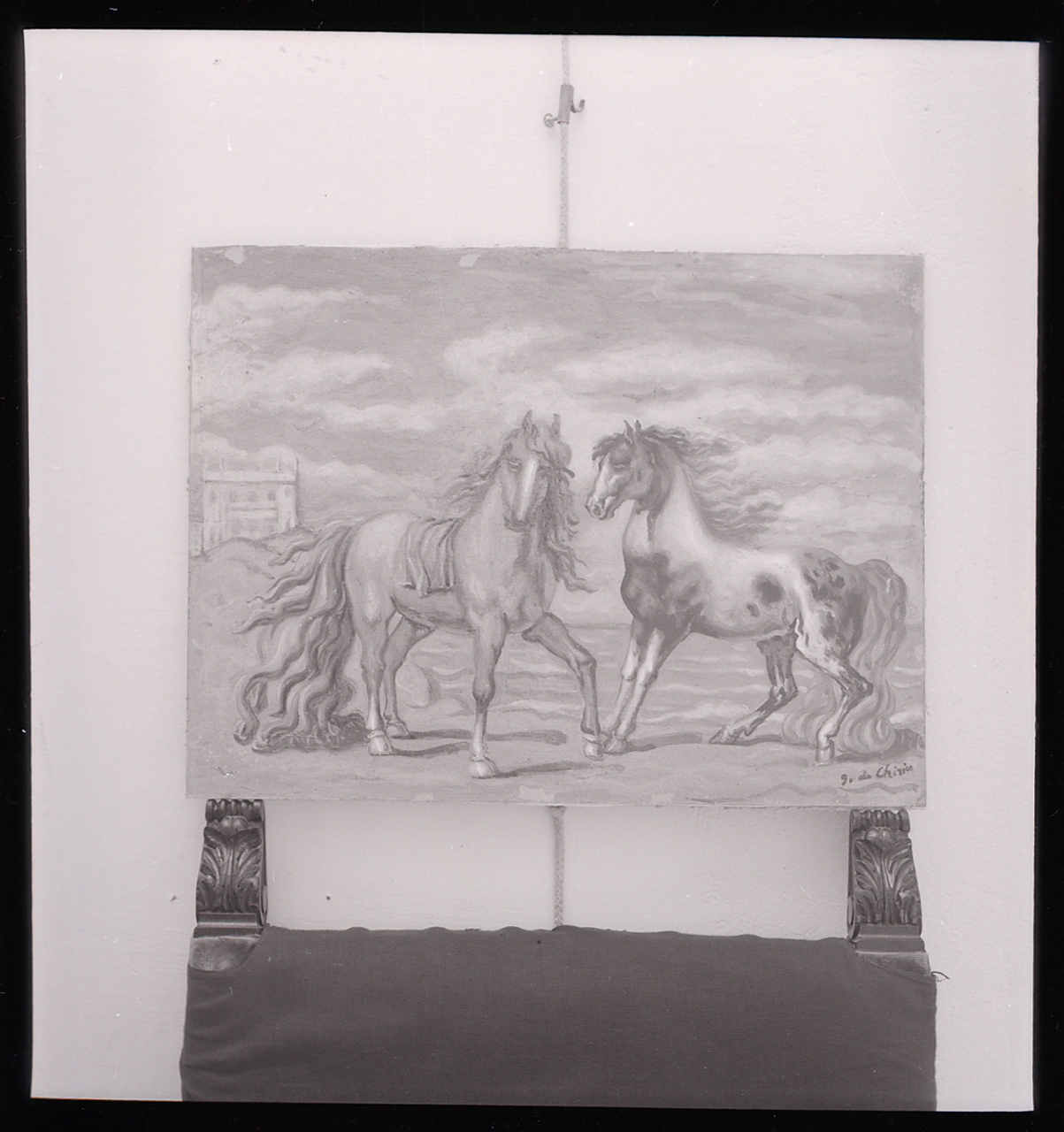
Cavalli di de Chirico in una fotografia di Paolo Monti. Fondo Paolo Monti, BEIC.

- Tritone e tritonessa o Tritone e sirena, 1908 - 1909
- Centauro morente, 1909
- La partenza degli Argonauti, 1909
- Ritratto del fratello, 1909
- L'enigma di un pomeriggio d'autunno, 1910
- L'enigma dell'oracolo, 1910
- L'enigma dell'ora, 1911
- L'enigma dell'arrivo e del pomeriggio, 1911 - 1912
- Enigma del Ritorno, 1912
- La matinée angoissante, 1912
- La nostalgia dell'infinito, 1912
- Meditazione autunnale, 1912
- I piaceri del poeta, 1912
- La Torre Rossa, 1913
- Piazza con Arianna, 1913
- Il viaggio angoscioso, 1913
- Melanconia di un pomeriggio, 1913
- Il sogno trasformato, 1913
- L'incertezza del poeta, 1913
- L'angoscia della partenza, 1913
- La conquista del filosofo, 1914
- La stazione di Montparnasse, 1914
- Il canto d'amore, 1914
- L'enigma di una giornata, 1914
- Mistero e melanconia di una strada, 1914
- Il tempio fatale, 1914
- Il destino del poeta, 1914
- Il ritornante, 1914
- Guillaume Apollinaire, 1914
- Il giorno di festa, 1914 - 1915
- Piazza d'Italia, 1915
- I progetti della fanciulla, 1915
- L'angelo ebreo, 1916
- Interno metafisico, 1916
- La malinconia della partenza, 1916
- Il linguaggio del bambino, 1916
- La Révélation du solitaire, 1916
- Il doppio sogno di primavera, 1915
- La coppia, 1915
- Metafisica Interiore con Biscotti, 1916
- Il servitore fedele, 1916
- Il grande metafisico, 1917
- Metafisica Interiore, 1917
- Il sogno di Tobia, 1917
- Il trovatore, 1917
- Ettore e Andromaca, 1917
- Le muse inquietanti, 1917 - 1918
- Natura morta con salame, 1919
- I pesci sacri, 1919
- Autoritratto, 1920
- Il figliol prodigo, 1922
- Florentine Still Life, 1923 circa
- L'Ottobrata, 1924
- Au Board de la Mer, 1925
- Le Rive della Tessaglia, 1926
- La Commedia e la Tragedia (Commedia Romana), 1926
- La famiglia del pittore, 1926
- La notte di Pericle, 1926
- Cupboards in a Valley, 1926
- Due Maschere, 1926
- Interno in una valle, 1927
- The Archaeologists, 1927
- Mobili nella valle, 1927
- Thèbes, 1928
- Gladiatori in riva al mare, 1929
- The Archaeologists IV (dalla serie Metamorphosis), 1929
- I fuochi sacri, 1929
- Il ritorno del figliol prodigo I (dalla serie Metamorphosis), 1929
- Bagnante (Ritratto di Raissa), 1929
- Le mediant des Thermopiles, 1929
- Autoritratto nello studio di Parigi, 1935
- Presente e passato, 1936
- Melanconia dell'uomo politico, 1938
- Arciere a cavallo, 1941
- L'oca spiumata, 1941
- Forgia di Vulcano e autoritratto, 1949 - 1950, realizzati per la collezione Verzocchi
- Ippolito e il suo cavallo, 1959
- Cavallo solitario, 1960
- Gli Amici Mediterranei, 1970
- Sole sul Cavalletto, 1973
- Dialogo Silenzioso, 1973
- I bagni misteriosi, 1973
- Autoritratto davanti al Cavalletto, 1975

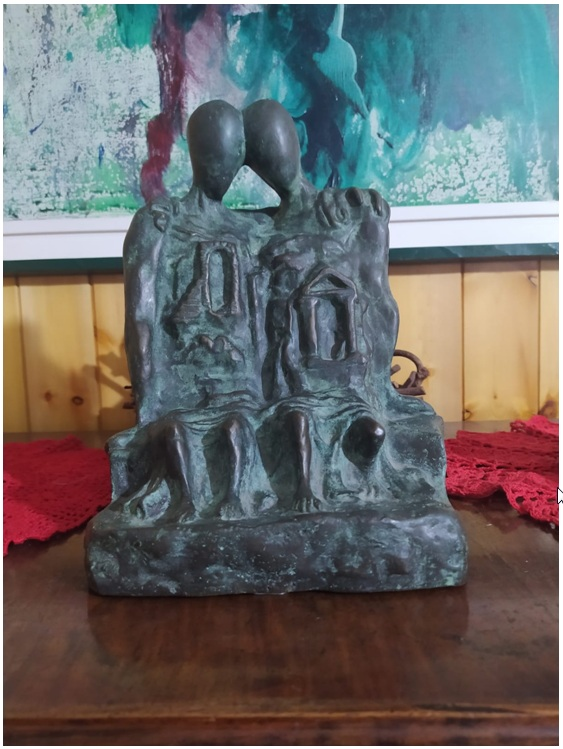
Oreste e Pilade (1938) (Casa Museo Francesco Cristina)

## Scritti
- Piccolo trattato di tecnica pittorica, Milano, Amici del libro, 1928.
- (FR) Hebdomeros. Le peintre et son génie chez l'écrivain, Paris, Pierre Levy, 1929.
- 1918-1925. Ricordi di Roma, Roma, Editrice Cultura Moderna, 1945 [scritto nel 1944].
- (FR) Une aventure de Monsieur Dudron, L'Age d'or, Paris, Fontaine, 1945.
- Commedia dell'arte moderna, Nuove Edizioni Italiane, Roma, Traguardi, 1945.
- Memorie della mia vita, Roma, Astrolabio, 1945.  2ª ed., (IIa ediz. ampliata) Milano, Rizzoli, 1962.
- Il meccanismo del pensiero. Critica, polemica, autobiografia 1911-1943, Saggi, n. 675, Torino, Einaudi, 1985.
- Elena Pontiggia (a cura di), Lettere 1909-1929, introduzione di Paolo Picozza, Milano, Silvana Editoriale, 2018, ISBN 978-88-3664-164-2.

## Giorgio de Chirico nei musei
- Museo d'arte contemporanea del castello di Rivoli
- Museo all'aperto Bilotti di Cosenza
- Museo Carlo Bilotti di Roma
- Museo Novecento di Firenze
- MdAO Art Museum di Avellino
- Museum of Modern Art di New York
- Musée National d'Art Moderne di Parigi
- Musée d'art moderne de la Ville de Paris di Parigi
- MAGI '900 - Museo delle eccellenze artistiche e storiche di Pieve di Cento (BO)
- Peggy Guggenheim Collection di Venezia
- Museo del Novecento di Milano
- Museo Collezione Mazzolini Archiviato il 29 aprile 2021 in Internet Archive. di Bobbio (PC)
- Galleria Nazionale d'Arte Moderna di Roma
- Collezione Roberto Casamonti, Firenze
- Pinacoteca Comunale di Faenza[28], Faenza